# Aérodrome d'Akpaka
L'aéroport d'Akpaka est un aéroport desservant Atakpamé, la capitale de la région des Plateaux au Togo.